# Gerald Mortag
Gerald Mortag (né le 8 novembre 1958 à Gera (Thuringe, Allemagne de l'Est) et mort le 30 janvier 2023 ) est un coureur cycliste et entraîneur allemand.

## Biographie
Durant sa carrière de coureur, Gerald Mortag est trois fois champion du monde de poursuite par équipes amateurs, en 1977, 1978 et 1979, avec l'équipe de RDA. Aux Jeux olympiques de 1980, avec Uwe Unterwalder, Volker Winkler et Matthias Wiegand, il est médaillé d'argent de la poursuite par équipes.
En 1987, Gerald Mortag est diplômé de l'École supérieure allemande de culture physique de Leipzig. En 1990, il rejoint le SSV Gera, fondé cette année-là. Il entraîne cette équipe, successivement renommée SSV Gera-Team Köstritzer en 1994, Gera/Erfurt-Team Köstritzer en 1997, TEAG Team Köstritzer en 1999, puis Thüringer Energie, avec le statut d'équipe continentale, en 2006.

## Palmarès

### Jeux olympiques
- Moscou 1980
  -  Médaillé d'argent de la poursuite par équipes

### Championnats du monde
- Liège 1976
  -  Champion du monde de poursuite par équipes juniors (avec Detlef Macha, Jürgen Lippold et Olaf Hill)
  -  Médaillée d'argent de la poursuite juniors
- San Cristobal 1977
  -  Champion du monde de poursuite par équipes amateurs (avec Norbert Dürpisch, Volker Winkler et Matthias Wiegand)
- Munich 1978
  -  Champion du monde de poursuite par équipes amateurs (avec Uwe Unterwalder, Matthias Wiegand et Volker Winkler)
- Amsterdam 1979
  -  Champion du monde de poursuite par équipes amateurs (avec Lutz Haueisen, Axel Grosser et Volker Winkler)

### Jeux de l'Amitié
- 1984
  -  Médaillé d'or de la poursuite par équipes (avec Bernd Dittert, Mario Hernig, Volker Winkler, Carsten Wolf)